# Drapeau du Danemark
 (février 2022).
Si vous disposez d'ouvrages ou d'articles de référence ou si vous connaissez des sites web de qualité traitant du thème abordé ici, merci de compléter l'article en donnant les références utiles à sa vérifiabilité et en les liant à la section « Notes et références ».

Splitflag - Le drapeau et pavillon d'État, drapeau de guerre (Ratio 56:107)

Orlogsflag - Le pavillon de guerre (Ratio 56:107)

Le drapeau du Danemark est aussi nommé Dannebrog (« vêtement danois » ou « tissu danois »). C'est un drapeau rouge avec une croix blanche étendue jusqu'aux bords ; la croix (croix scandinave) est décalée du côté de la hampe. La même croix se retrouve sur les drapeaux suédois, norvégien, finlandais et islandais, mais aussi de celui des îles Féroé et d’Åland.
Le drapeau est certainement dérivé du drapeau utilisé lors des croisades. Encore plus que les autres drapeaux scandinaves, le Dannebrog est l'objet d'usages singuliers qui font de lui un acteur constitutionnel d'une importance limitée mais réelle.
Ce drapeau est le plus ancien existant, ayant été utilisé pour la première fois en 1625. Son dessin, connu sous le nom de Dannebrog, a été créé en 1219.

## Ordre
L'ordre du Dannebrog est danois et fondé en 1219 par le roi Valdemar II en mémoire d'une bataille gagnée sur les Estoniens, dans laquelle apparut un étendard miraculeux dit Dannebrog, qui rallia les fuyards, renouvelé en 1671 par Christian V de Danemark et réformé en 1808 par Frédéric VI de Danemark. Il est destiné à récompenser tous les genres de services, militaires ou civils. L'insigne est une croix blanche pattée, bordée rouge et or, avec les mots Gud og Kongen (Dieu et le roi) ; le ruban est blanc, liseré de rouge.
Sous Éric de Poméranie (XIVe siècle), roi de Danemark, de Suède, de Norvège et de Poméranie, le drapeau change pour prendre la forme d'un long et rectangulaire drapeau avec une croix blanche. Toute la partie près de la hampe représentait la Vierge ainsi que le saint protecteur du Danemark. En haut à droite de la croix se trouvaient les armes du Danemark, en bas celles de la Norvège, en haut à gauche les armes de Suède et en bas celles de Poméranie. Le drapeau exposé dans l'église Sainte-Marie de Lübeck en Allemagne est détruit lors de la Seconde Guerre mondiale.

## Légende
La légende veut que le drapeau soit apparu dans le ciel lors de la bataille de Lyndanisse, impliquant les danois emmenés par le roi Valdemar II de Danemark alliés aux Ordres religieux de moines-soldats allemands, alors en pleine croisades contre les tribus Estoniennes, le 15 juin 1219. Le roi vit cela comme un ordre du Christ de massacrer les Estoniens, ce qu'il fait le lendemain. Le drapeau de la Lettonie en garde également les couleurs.
Une autre légende veut qu'à l'issue de cette bataille, la tunique blanche du roi Valdemar ait été entièrement rougie du sang de ses adversaires, à l'exception de l'emplacement de sa ceinture et de son baudrier.

## Histoire
Aucun des premiers récits d'historiens mentionnant la bannière du Danemark, ne précise ce qu'était cette bannière, que ce soit l' Histoire du roi Hans de Hans Svaning écrit en 1559 ou l' Histoire de la dernière guerre de Dithmarsche de Johan Ranzau en 1569. Le document le plus ancien attestant l'usage du Dannebrog est le folio 55 de l'armorial de Gelre élaboré à la fin du XIVe siècle et conservé à la bibliothèque royale Albert-Ier, à Bruxelles. Le sceau de Valdemar IV, montre, vers 1360 donc, soit quelques années avant l'élaboration de l'armorial, une croix. Comme c'est le premier sceau des rois du Danemark à en figurer une, on conclut qu'il s'agit de la croix du Dannebrog.
Le premier récit de la légende du Dannebrog apparait dans la Chronique danoise de Christiern Pedersen, écrite entre 1520 et 1523. Il raconte l'apparition miraculeuse dans le ciel de la croix d'argent au cours de la campagne du roi Valdemar II contre la Russie. Il décrit en réalité la bannière d'Eric de Poméranie qui date de 1440. En 1527, le moine franciscain Petrus Olai (Peder Olsen) de Roskilde rapporte le miracle à la bataille de Felin, en 1208 au cours de la campagne d'Estonie du même roi. Dans les Douze Splendeurs du Danemark, le même auteur décrit le miracle comme étant la neuvième de ces splendeurs. Une correction marginale indique la date de 1219, ce qui montre la fabrication de la légende. La bataille de Lyndanisse (nom danois de Tallinn), datée du 15 juin 1219, était en effet connue par les Annales Ryenses, les annales de l'abbaye de Rüde.
L'histoire de la légende permet de comprendre le choix de la croix comme signe de ralliement et sa justification par la croisade contre les Estoniens païens. Si la légende avait conservé le récit de la campagne contre les Russes chrétiens, le miracle aurait paru pour le moins paradoxal ! Cependant cette histoire n'explique pas le choix des couleurs, qui elles semblent de ce fait échapper à la légende et se référer à une tradition.
Les Normands dans leurs campagnes contre l'Angleterre saxonne et contre l'empire carolingien, qui aboutiront à la création du Danelaw et de la Normandie, utilisaient une bannière rouge tendue entre deux piques. Le rouge n'avait pas forcément de signification particulière à une époque où le rouge de cochenille était à peu près la seule teinture vive disponible. Dans les batailles, cette couleur permettait de distinguer les combattants normands des combattants bretons par exemple, dont les écus, d'après le récit de Ermold, étaient noirs, sans doute parce que recouverts d'une couche d'étain. La légende du Dannebrog semble donc montrer que le souvenir de cette bannière minimaliste s'était conservée.
La bannière rouge des Normands une fois chargée de sa croix d'argent est identique à la croix de saint Georges inversée que porte l'ordre des hospitaliers de Saint Jean, les Chevaliers de Malte qui contrôlaient la navigation en Méditerranée. Indépendamment, elle a été adoptée au XIVe siècle par les Suisses, et les Picards pour signifier leur opposition aux Habsbourg ou aux Anglais. Pour différencier ces blasons, les Suisses ont alésé leur croix, et les Danois, par un règlement de 1758, des armes de leur souverain. Le règlement sur la navigation de 1748 stipule que le pal de la croix est décalé vers la hampe, ce qui minimisait les confusions.

## Adoption
Les anciennes armoiries de Lübeck étaient également rouges frappées d'une croix blanche. Le premier roi danois connu avec une croix blanche était aussi roi de cette ville.
Le drapeau ne fut officiellement adopté par la famille royale qu'en 1397.

## Fonction symbolique et constitutionnelle du Dannebrog
Pour avoir constaté que le salut des couleurs par des particuliers s'observait au Danemark et dans divers États de culture protestante (par exemple les États-Unis) Jean-Pierre Airut s'appuie notamment, dans deux communications, sur les conclusions d'une enquête publiée dans le magazine danois Samvirke qui répertorie et classifie ainsi les divers usages du Dannebrog : 
1. Au Danemark comme aux États-Unis, de simples  particuliers saluent les couleurs du pays à la manière des militaires grâce aux mâts et hampes dont leurs maisons peuvent être équipées ;
2. au Danemark, les particuliers se servent du drapeau national à des fins privées : pavoisement extérieur signalant un anniversaire ou la réussite d'un enfant à un examen ;  mise en berne du drapeau informant le voisinage du décès d'un membre de la famille ;  pavoisement intérieur des tables, des murs ou des paquets-cadeaux visant à créer une atmosphère conviviale ou festive, etc. ;
3. au Danemark seulement, les particuliers se servent du drapeau national à des fins et privées et mercantiles, les commerçants signalant les produits en soldes ou promotion par des drapeaux nationaux.

Le chercheur français Jean-Pierre Airut émet l'hypothèse que la « drapeaumania » danoise révèle que la communauté nationale s'y est constituée sur le modèle de la communauté religieuse. Selon son analyse, de même que la différence de nature entre les fidèles et le clergé est abolie dans le protestantisme, la distinction citoyen/serviteurs civils ou militaires de l’État est réduite dans les démocraties danoise ou scandinaves. Saluer militairement les couleurs  permet au sujet danois de manifester qu'il se conçoit comme un maillon actif de la nation et refuse à l’État l'exclusivité de le représenter ;  pavoiser son domicile pour rendre publics les événements de sa vie privée  lui permet, en outre,  de se poser en égal potentiel de celui dont les vies privée et publique tendent à se confondre pour les besoins de sa fonction, à savoir le monarque. Le culte de ce symbole matériel de la nation qu'est le drapeau prive le symbole vivant de la nation qu'est le monarque constitutionnel d'une partie de l'attention et de l'affection de ses sujets. Pour l'auteur, le culte du drapeau national serait ainsi le moyen par lequel les Danois républicanisent en sous-main leur monarchie. Il en tire la conclusion que la communication symbolique peut modeler les attitudes et comportements humains,.